# Shinichi Morishita
Pour les articles homonymes, voir Morishita.
Shinichi Morishita (森下 申一, Morishita Shinichi) est un footballeur japonais né le 28 décembre 1960 à Shizuoka dans la préfecture de Shizuoka au Japon.